# Sheriff Tiraspol

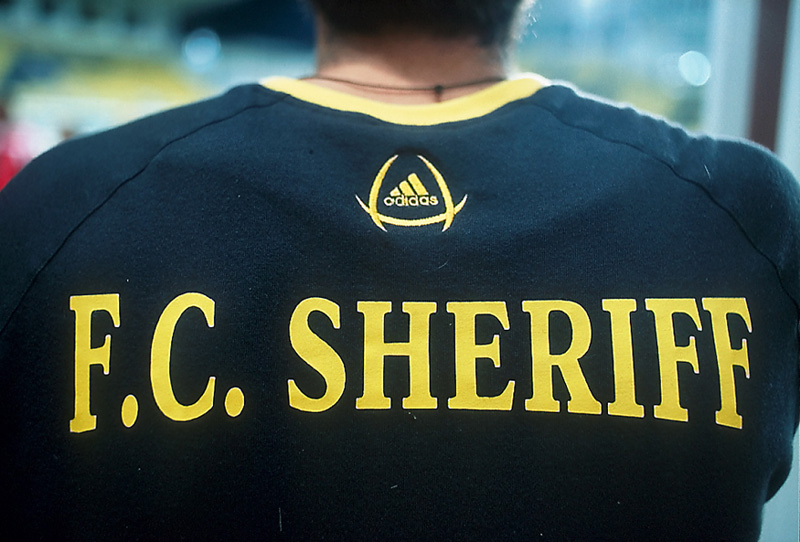
Spielerdress

Fotbal Club Sheriff Tiraspol (russisch Шериф Тирасполь, auch unter dem Namen „Șerif Tiraspol“ bekannt) ist ein Fußballverein aus Tiraspol. Er spielt in der Divizia Națională, der höchsten Fußballliga Moldaus, und ist deren Rekordmeister.

## Geschichte

### Sofortiger Durchmarsch ins Oberhaus (1996–1998)
Der Verein wurde 1996 unter dem Namen Tiras Tiraspol gegründet. Der Spielbetrieb wurde in der Divizia B, der zweithöchsten Spielklasse des Landes, aufgenommen. Auf Anhieb gelang der Aufstieg in die zweitklassige Divizia A und der Klub startete die Saison unter dem Namen Sheriff Tiraspol. Mit 21 Punkten Vorsprung auf den Verein Energhetic Dubăsari, der den Relegationsplatz belegte, wurde die Mannschaft aus Tiraspol Zweitligameister und schaffte den Durchmarsch in das moldauische Fußballoberhaus, die Divizia Națională.

### Per Titelwelle zum Serienmeister (1998–2010)
Bereits in der Saison 1998/99 spielte Sheriff Tiraspol groß auf. In seiner Auftaktsaison im Oberhaus belegte der Klub sowohl nach der Hauptrunde als auch nach der Meisterrunde den vierten Platz. Von wesentlich größerer Bedeutung war aber der Einzug ins Finale des moldauischen Fußballpokals. Dort traf Sheriff auf Constructorul Chișinău, das aufgrund der Austragung der Partie im Nationalstadion Chișinău praktisch im Heimvorteil war. Nichtsdestotrotz konnte der Klub aus Tiraspol nach Verlängerung mit 2:1 gewinnen und im erst dritten Jahr seiner Vereinsgeschichte den ersten Titel ergattern.
Der Pokalsieg ermöglichte Sheriff auch die erstmalige Teilnahme an einem Europapokal. In der Qualifikation zum UEFA-Pokal 1999/2000 hatte man gegen den SK Sigma Olmütz wegen der Auswärtstorregel jedoch das Nachsehen.
In der Saison 1999/2000 schloss man bis auf einen Punkt an Zimbru Chișinău, der damals führende Verein des Landes, auf und wurde so Vizemeister. In der darauffolgenden Spielzeit hatte Sheriff wiederum selbst einen Punkt Vorsprung auf Zimbru und wurde damit erstmals moldauischer Meister. Darüber hinaus konnte Sheriff nach einem torlosen Finale mit 5:4 im Elfmeterschießen gegen FC Nistru Otaci erneut den Pokal gewinnen, womit das erste nationale Double gesichert war.
Der Meistertitel ermöglichte die erstmalige Teilnahme von Sheriff Tiraspol an der Qualifikation zur UEFA Champions League. In der 1. Runde wurde Araks Ararat aus Armenien zugelost. Die ersten beiden Siege von Sheriff auf internationalem Parkett öffneten die Tür zur 2. Runde. Dort schied der Verein aber nach zwei Niederlagen gegen den RSC Anderlecht aus.
In weiterer Folge entwickelte sich eine totale Dominanz der Mannschaft aus Tiraspol. Von 2001 bis 2010 hatte Sheriff zehn Meistertitel in Folge geholt, was in der Republik Moldau bis heute Rekord ist. Weiters gelangen insgesamt fünf weitere Doubles in den Jahren 2002, 2006 sowie von 2008 bis 2010. In den nicht genannten Jahren hatte Sheriff wiederum immer den moldauischen Supercup gewonnen.
Mit der Zeit wuchsen beim Verein auch die internationalen Ambitionen, doch in der Champions-League-Qualifikation schied man stets in der 2. Runde aus. Erst in der Saison 2009/10 kam Sheriff Tiraspol erstmals über die 2. Runde der Champions-League-Qualifikation hinaus, auch weil man ab dieser Saison erst in der 2. Runde einstieg. Nach zwei 1:0-Siegen über Inter Turku aus Finnland ging es in der 3. Runde weiter gegen Slavia Prag. Nach zwei Unentschieden kam Sheriff aufgrund der Auswärtstorregel weiter. Erstmals stand ein Verein aus der Republik Moldau in der damals neuen Play-off-Runde zur Champions League. Dort verlor man jedoch beide Spiele gegen Olympiakos Piräus ohne ein eigenes Tor.
Sheriff Tiraspol wurde daraufhin in die neu gegründete UEFA Europa League versetzt und spielte somit als erster moldauischer Verein in der Gruppenphase eines Europapokals. Sheriff spielte in Gruppe H gegen Fenerbahçe Istanbul, den FC Twente Enschede und Steaua Bukarest. In seinem ersten Spiel gegen den rumänischen Meister gab es ein 0:0 und damit den ersten Punkt. Nach einer 0:1-Niederlage gegen Fenerbahçe feierte Sheriff einen 2:0-Heimsieg über Twente – der erste Sieg in einer internationalen Endrunde. Das Rückspiel gegen die Enscheder verlor man mit 1:2, ehe man gegen Steaua erneut remisierte (1:1) und auch im zweiten Spiel gegen Fenerbahçe unterlegen war (0:1). Mit fünf Punkten und einem Torverhältnis von 4:5 schied Sheriff als Drittplatzierter aus. Damit setzten die Tiraspoler in dieser Saison gleich mehrere internationale Meilensteine für den moldauischen Fußball.

### Anhaltende Dominanz und internationale Ambitionen (2010–2017)
In der Qualifikation zur UEFA Champions League 2010/11 gelang erneut der Einzug in die Play-off-Runde. Nachdem Dinamo City sowie Dinamo Zagreb überwunden wurden, hatte Sheriff allerdings keine Chance gegen den FC Basel und spielte erneut „nur“ in der Gruppenphase der Europa League. In Gruppe E mit Dynamo Kiew, BATE Baryssau und AZ Alkmaar belegte Sheriff jedoch den letzten Platz, wobei erneut fünf Punkte zu Buche standen.
Am Ende der Saison 2010/11 verblieb Sheriff erstmals seit 11 Jahren ohne Titel. Mit dem FC Dacia Chișinău wurde erstmals seit ebenso vielen Jahren wieder ein Verein aus der Hauptstadt moldauischer Meister. Sheriff durfte als Vizemeister zumindest in der 2. Qualifikationsrunde zur UEFA Europa League 2011/12 einsteigen, schied in dieser aber knapp gegen FK Željezničar Sarajevo aus Bosnien aus.
In der darauffolgenden Spielzeit kletterte Sheriff aber wieder auf den Thron zurück und nahm erneut an der Qualifikation zur UEFA Champions League teil. Zuerst setzte sich der Verein aus Tiraspol gegen FC Ulisses Jerewan durch, ehe man wie zwei Jahre zuvor auf Dinamo Zagreb traf. Gegen den kroatischen Meister verlor Sheriff diesmal jedoch beide Spiele und scheiterte in weiterer Folge auch in der Play-off-Runde zur UEFA Europa League an Olympique Marseille. Hinzu kam die erstmalige Niederlage von Sheriff im moldauischen Supercup. Der FC Milsami siegte nach einem 0:0 im Elfmeterschießen und wurde damit zum ersten moldauischen Supercup-Sieger, der als amtierender Pokalsieger angetreten war.
Die Saison 2012/13 wurde erneut als moldauischer Meister beendet. In der Champions-League-Qualifikation traf man nach souveränem Weiterkommen gegen den FK Sutjeska Nikšić abermals auf Dinamo Zagreb. Erneut verlor Sheriff beide Partien, konnte sich aber in der Play-off-Runde gegen den FK Vojvodina zumindest für die Gruppenphase der Europa League qualifizieren. Die Mannschaft baute in Gruppe K gegen Tottenham Hotspur, Anschi Machatschkala und Tromsø IL ihren bisherigen Punkterekord auf sechs Punkte aus, was am Ende aber wieder nur für Platz 3 und das damit verbundene Ausscheiden reichte. Mit einem 2:0-Sieg im Stadtderby gegen den FC Tiraspol errang Sheriff erstmals seit sechs Jahren wieder einen Supercup-Titel.
In der Saison 2013/14 wurde Sheriff Tiraspol zum dritten Mal in Folge und zum 13. Mal insgesamt Meister. In der Champions-League-Qualifikation kam es zum Wiedersehen mit Sutjeska Nikšić, das erneut das bessere Ende für Sheriff hatte. In der 3. Runde unterlag man ŠK Slovan Bratislava knapp, ehe man in der Play-off-Runde zur Europa League auch am HNK Rijeka scheiterte. Im Supercup hatte man nach Elfmeterschießen gegen Zimbru Chișinău das Nachsehen.
Am Ende der Saison 2014/15 wurde der Verein überraschend nur Dritter. Wie Sheriff hatten auch der FC Milsami und der FC Dacia Chișinău 55 Punkte gesammelt. Trotz besserer Tordifferenz hatte Sheriff gegen beide den direkten Vergleich verloren und musste sich daher mit dem dritten Platz zufriedengeben. Dafür hatten die Tiraspoler aber erstmals seit fünf Jahren wieder den moldauischen Pokal gewonnen, nachdem man im Endspiel Dacia Chișinău nach Verlängerung mit 3:2 besiegte. Den Supercup holte man nach einem 3:1 über Milsami, womit Sheriff den Supercup auch erstmals als amtierender Pokalsieger gewann. In der Europa-League-Qualifikation verlor man wiederum bereits die Einstiegsrunde gegen den Odds BK.
Die Saison 2015/16 beendete Sheriff erneut punktgleich mit Dacia Chișinău, doch diesmal wurden die Tiraspoler Meister. Der direkte Vergleich griff nach zwei Remis diesmal nicht, stattdessen war die Tordifferenz ausschlaggebend. In der Qualifikation zur UEFA Champions League 2016/17 unterlag Sheriff Hapoel Be’er Scheva und schied damit erstmals seit neun Jahren in der 2. Runde aus. Mit einem 3:1 über den FC Zaria Bălți hatte man wiederum das bisher letzte Mal den moldauischen Supercup gewonnen, da dieser in den folgenden Jahren nur mehr sporadisch ausgetragen wurde.
Am Ende der Saison 2016/17 erlangte Sheriff erstmals seit sieben Jahren wieder ein Double aus Meisterschaft und Pokal. In der Qualifikation zur UEFA Champions League 2017/18 setzte man sich nur wegen der Auswärtstorregel gegen den FK Kukësi durch, woraufhin man Qarabağ Ağdam unterlag. In der Play-off-Runde zur Europa League konnte man sich gegen Legia Warschau durchsetzen, was erneut der Auswärtstorregel zu verdanken war. In Gruppe F mit Lokomotive Moskau, dem FC Kopenhagen und dem FC Trinity Zlín blieb Sheriff fast ungeschlagen. Allerdings verlor man am letzten Spieltag mit 0:2 gegen den FC Kopenhagen, sodass man noch von diesem überholt wurde und trotz einer soliden Punktzahl von neun Punkten nur Dritter wurde. Auch die Halbsaison 2017 schloss Sheriff als Meister ab, womit man gemeinsam mit dem Pokalsieg und dem vorhergehenden Meistertitel im Jahr 2017 praktisch ein Triple errungen hatte.

### Sheriff auf Rekordjagd (2018–2023)
In der Qualifikation zur UEFA Champions League 2018/19 musste Sheriff aufgrund geänderter Regularien erstmals seit zehn Jahren wieder in der 1. Runde einsteigen. Die Tiraspoler setzten sich hierbei gegen Torpedo Kutaissi aus Georgien durch, unterlagen aber in der 2. Runde dem KF Shkëndija aus Nordmazedonien. Beim Umstieg in die Europa-League-Qualifikation konnte man sich nicht belohnen. Zwar konnte man noch in der 3. Runde Valur Reykjavík aus Island bezwingen, scheiterte in der Play-off-Runde aber wie im Vorjahr an Qarabağ Ağdam.
Im Verlauf der Saison 2018/19 hatte Sheriff Tiraspol erneut das Double aus Meisterschaft und Pokal gewonnen. Aber sowohl im Supercup (4:5 im Elfmeterschießen gegen FC Milsami) als auch im Europapokal blieb der Verein ohne Erfolg. Erstmals überhaupt musste sich Sheriff in der 1. Runde der Champions-League-Qualifikation geschlagen geben. Gegen FC Iberia 1999 Tiflis verlor man im Hinspiel zuhause mit 0:3, worauf man in Tiflis innerhalb von nur elf Minuten selbst mit 3:0 in Führung ging. Der Endstand im Rückspiel lautete aber 3:1, weshalb Sheriff in die Europa-League-Qualifikation umsteigen musste. Dort kam man in der 2. Runde gegen den FK Partizani Tirana knapp weiter, schied aber in der 3. Runde gegen den AIK Solna aus.
Auch 2019 wurde Sheriff moldauischer Meister. Aufgrund der COVID-19-Pandemie kehrte man zum alten Ligasystem zurück, weshalb die für 2020 geplante Saison drei Monate später startete. Auch die Qualifikationsrunden im Europapokal wurden auf jeweils eine Partie reduziert. In der 1. Runde der Champions-League-Qualifikation besiegte man CS Fola Esch mit 2:0, anschließend musste man sich in der 2. Runde Qarabağ Ağdam zum dritten Mal geschlagen geben (1:2). In der 3. Runde der Europa-League-Qualifikation spielte man gegen Dundalk FC 1:1, verlor aber das Elfmeterschießen und schied aus.
In der Saison 2020/21 hat Sheriff Tiraspol nicht nur den Meistertitel gewonnen, sondern dabei mehrere neue Rekorde aufgestellt: 99 Punkte, 116 Tore und nur sieben Gegentore gab es für Sheriff in dieser Saison. Die einzigen Dämpfer setzte es in den Endspielen um den Pokal und den Supercup, die beide gegen Sfântul Gheorghe Suruceni stattfanden. Im Pokal gab es ein 0:0, im Supercup ein 2:2, aber beide Spiele hatte Sheriff jeweils im Elfmeterschießen verloren.
In der Qualifikation zur UEFA Champions League 2021/22 spielte man gegen den KS Teuta Durrës, den FC Alaschkert Martuni, den FK Roter Stern Belgrad und Dinamo Zagreb. Mit sechs Siegen und zwei Unentschieden blieb Sheriff in der gesamten Qualifikation ungeschlagen und erreichte somit als erster moldauischer Verein die Gruppenphase der UEFA Champions League. Die Republik Moldau ist das 41. Land, das an der Endrunde des Wettbewerbs teilnimmt. Sheriff musste sich in Gruppe D Real Madrid, Inter Mailand und Schachtar Donezk stellen. Gegen den Verein aus Donezk feierte man zum Auftakt einen 2:0-Heimsieg. Die größte Überraschung setzte es aber, als man Real Madrid auswärts mit 2:1 bezwingen konnte. Es handelt sich bis heute um eine der größten Überraschungen der Champions-League-Geschichte. Anschließend verlor Sheriff jedoch beide Spiele gegen Inter jeweils mit 1:3 und auch im Heimspiel gegen Real Madrid blieb man erfolglos (0:3). Mit einem 1:1 bei Donezk beendete man die Gruppenphase mit sieben Punkten und einem Torverhältnis von 7:11 als Drittplatzierter. Damit glückte auch der Umstieg in die K.O.-Runde der Europa League, womit Sheriff gleich noch einen Meilenstein für den moldauischen Fußball setzte. In der Zwischenrunde des Wettbewerbs traf man auf Sporting Braga. Beide Partien endeten mit einem 2:0-Erfolg für die jeweilige Heimmannschaft, allerdings verlor Sheriff das Elfmeterschießen und schied aus. Für den moldauischen Fußball und vor allem für Sheriff Tiraspol war es die bisher erfolgreichste Saison auf internationalem Niveau.
In der Saison 2021/22 erlangte Sheriff Tiraspol zum achten Mal das nationale Double, nachdem im Pokalfinale gegen Sfântul Gheorghe Suruceni mit einem 1:0-Erfolg die Rache vom Vorjahr gelang. In der Champions-League-Qualifikation setzte man sich jeweils hauchdünn gegen HŠK Zrinjski Mostar und NK Maribor durch, verlor aber in der 3. Runde gegen Viktoria Pilsen. In der Play-off-Runde gegen den FC Pjunik Jerewan war Sheriff nach zwei torlosen Partien auf das Elfmeterschießen angewiesen und gewann dieses auch. Die Tiraspoler wurden Gruppe E zugelost, wo man auf Real Sociedad, Manchester United und Omonia Nikosia traf. Gegen den Verein aus Nikosia gewann Sheriff beide Spiele, während alle anderen Partien verloren gingen. Mit sechs Punkten durfte man als Dritter in die UEFA Europa Conference League umsteigen. In der Zwischenrunde traf man auf den FK Partizan Belgrad, gegen den man im Hinspiel zuhause mit 0:1 verlor. Allerdings konnte man in der serbischen Hauptstadt mit 3:1 gewinnen und setzte mit dem Einzug ins Achtelfinale den nächsten Meilenstein. Gegen den OGC Nizza gingen jedoch beide Spiele verloren, womit das Ausscheiden besiegelt wurde.
In der Saison 2022/23 fuhr Sheriff Tiraspol seine bisher letzten beiden Vereinstitel ein. Beim neunten Double hatte man zum insgesamt achten Mal in Folge und zum 21. Mal insgesamt den moldauischen Meistertitel gewonnen und zum vierten Mal in Folge hatte Sheriff eine Liga-Saison mit weniger als zehn Gegentoren beendet. Im Pokalfinale besiegte man den FC Zaria Bălți im Elfmeterschießen und holte den Pokal damit zum 12. Mal.

### Gegenwart (seit 2023)
In der Champions-League-Qualifikation gewann Sheriff in der 1. Runde gegen Farul Constanța, musste sich aber in der 2. Runde Maccabi Haifa nach Verlängerung geschlagen geben. Über BATE Baryssau und KÍ Klaksvík konnte aber zumindest die Gruppenphase der Europa League erreicht werden. Sheriff spielte gemeinsam mit Slavia Prag, dem amtierenden Finalisten AS Rom und Servette FC in Gruppe G. Die Tiraspoler konnten in dieser aber lediglich einen Punkt einfahren und schieden als Letztplatzierter aus.
Nachdem die Hauptrunde der Saison 2023/24 noch als Tabellenführer beendet wurde, ließ man in der Meisterrunde Petrocub Hîncești an sich vorbeiziehen und wurde nur Vizemeister. Weil zudem auch der Pokal nicht gewonnen wurde, blieb Sheriff im Jahr 2024 erstmals seit 13 Jahren titellos. Der Verein aus Tiraspol startete daher in der 1. Runde der Europa-League-Qualifikation und überwand hierbei den Zirə FK erst im Elfmeterschießen. In der 2. Runde setzte es zwei Niederlagen gegen IF Elfsborg, woraufhin man auch in der Conference-League-Qualifikation beide Spiele gegen NK Olimpija Ljubljana verlor und damit erstmals nach vier Jahren wieder eine internationale Endrunde verpasste.

## Sponsoren
Hauptsponsor und Besitzer des Vereins ist Sheriff, das größte Unternehmen Transnistriens mit Sitz in Tiraspol.

## Stadion

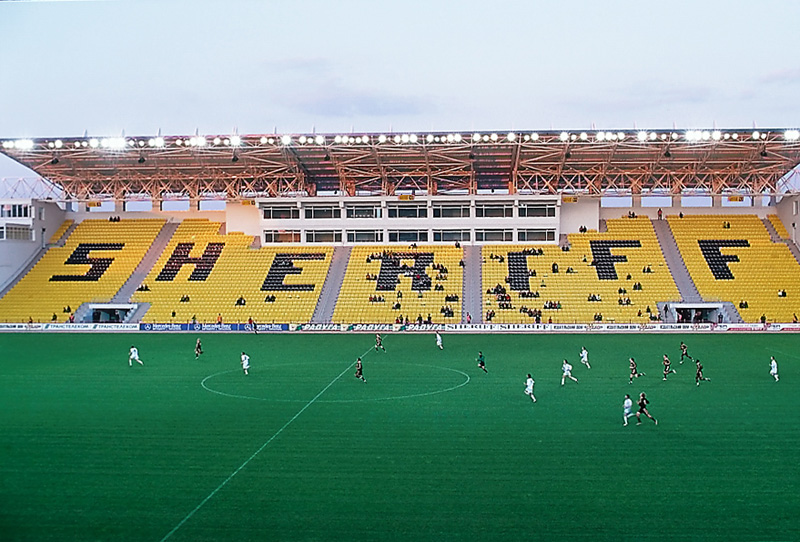
Stadion von FC Sheriff in Tiraspol

Der Verein trägt seine Heimspiele im 12.746 Zuschauer fassenden Sheriff-Stadion aus, das im Jahre 2002 erbaut wurde.

## Erfolge
- Moldauische Meisterschaft (21): 2000/01, 2001/02, 2002/03, 2003/04, 2004/05, 2005/06, 2006/07, 2007/08, 2008/09, 2009/10, 2011/12, 2012/13, 2013/14, 2015/16, 2016/17, 2017, 2018, 2019, 2020/21, 2021/22, 2022/23
- Moldauischer Pokal (13): 1998/99, 2000/01, 2001/02, 2005/06, 2007/08, 2008/09, 2009/10, 2014/15, 2016/17, 2018/19, 2021/22, 2022/23, 2024/25
- Moldauischer Supercup (7): 2003, 2004, 2005, 2007, 2013, 2015, 2016
- GUS-Pokal (2): 2003, 2009
- Teilnahme an der Gruppenphase der UEFA Champions League (1): 2021/22
- Teilnahme an der Gruppenphase der UEFA Europa League (6): 2009/10, 2010/11, 2013/14, 2017/18, 2022/23 und 2023/24
- Teilnahme an der Zwischenrunde der UEFA Europa League (1): 2021/22 (aus Champions League abgestiegen)
- Teilnahme am Achtelfinale der Conference League (1): 2022/23 (aus Europa League abgestiegen)

## Europapokalbilanz
| Saison    | Wettbewerb                    | Runde                  | Gegner                      | Gesamt          | Hin           | Rück          |
| --------- | ----------------------------- | ---------------------- | --------------------------- | --------------- | ------------- | ------------- |
| 1999/2000 | UEFA-Pokal                    | Qualifikation          | SK Sigma Olmütz             | (a)1:1(a)       | 1:1 (H)       | 0:0 (A)       |
| 2000/01   | UEFA-Pokal                    | Qualifikation          | NK Olimpija Ljubljana       | 0:3             | 0:0 (H)       | 0:3 (A)       |
| 2001/02   | UEFA Champions League         | 1. Qualifikationsrunde | Araks Ararat                | 3:0             | 1:0 (A)       | 2:0 (H)       |
| 2001/02   | UEFA Champions League         | 2. Qualifikationsrunde | RSC Anderlecht              | 1:6             | 0:4 (A)       | 1:2 (H)       |
| 2002/03   | UEFA Champions League         | 1. Qualifikationsrunde | Zhenis Astana               | (a)4:4(a)       | 2:1 (H)       | 2:3 (A)       |
| 2002/03   | UEFA Champions League         | 2. Qualifikationsrunde | Grazer AK                   | 1:6             | 1:4 (H)       | 0:2 (A)       |
| 2003/04   | UEFA Champions League         | 1. Qualifikationsrunde | FC Flora Tallinn            | 2:1             | 1:0 (H)       | 1:1 (A)       |
| 2003/04   | UEFA Champions League         | 2. Qualifikationsrunde | Schachtar Donezk            | 0:2             | 0:0 (H)       | 0:2 (A)       |
| 2004/05   | UEFA Champions League         | 1. Qualifikationsrunde | Jeunesse Esch               | 2:1             | 2:0 (H)       | 0:1 (A)       |
| 2004/05   | UEFA Champions League         | 2. Qualifikationsrunde | Rosenborg Trondheim         | 1:4             | 1:2 (A)       | 0:2 (H)       |
| 2005/06   | UEFA Champions League         | 1. Qualifikationsrunde | Sliema Wanderers            | 6:1             | 4:1 (A)       | 2:0 (H)       |
| 2005/06   | UEFA Champions League         | 2. Qualifikationsrunde | FK Partizan Belgrad         | 0:2             | 0:1 (A)       | 0:1 (H)       |
| 2006/07   | UEFA Champions League         | 1. Qualifikationsrunde | FC Pjunik Jerewan           | 2:0             | 0:0 (A)       | 2:0 (H)       |
| 2006/07   | UEFA Champions League         | 2. Qualifikationsrunde | Spartak Moskau              | (a)1:1(a)       | 1:1 (H)       | 0:0 (A)       |
| 2007/08   | UEFA Champions League         | 1. Qualifikationsrunde | FC Rànger's                 | 5:0             | 2:0 (H)       | 3:0 (A)       |
| 2007/08   | UEFA Champions League         | 2. Qualifikationsrunde | Beşiktaş Istanbul           | 0:4             | 0:1 (A)       | 0:3 (H)       |
| 2008/09   | UEFA Champions League         | 1. Qualifikationsrunde | FK Aqtöbe                   | 4:1             | 0:1 (A)       | 4:0 (H)       |
| 2008/09   | UEFA Champions League         | 2. Qualifikationsrunde | Sparta Prag                 | 0:3             | 0:1 (H)       | 0:2 (A)       |
| 2009/10   | UEFA Champions League         | 2. Qualifikationsrunde | Inter Turku                 | 2:0             | 1:0 (A)       | 1:0 (H)       |
| 2009/10   | UEFA Champions League         | 3. Qualifikationsrunde | Slavia Prag                 | (a)1:1(a)       | 0:0 (H)       | 1:1 (A)       |
| 2009/10   | UEFA Champions League         | Play-offs              | Olympiakos Piräus           | 0:3             | 0:2 (H)       | 0:1 (A)       |
| 2009/10   | UEFA Europa League            | Gruppenphase           | Steaua Bukarest             | 1:1             | 0:0 (A)       | 1:1 (H)       |
| 2009/10   | UEFA Europa League            | Gruppenphase           | Fenerbahçe Istanbul         | 0:2             | 0:1 (H)       | 0:1 (A)       |
| 2009/10   | UEFA Europa League            | Gruppenphase           | FC Twente Enschede          | 3:2             | 2:0 (H)       | 1:2 (A)       |
| 2010/11   | UEFA Champions League         | 2. Qualifikationsrunde | Dinamo City                 | 3:2             | 3:1 (H)       | 0:1 (A)       |
| 2010/11   | UEFA Champions League         | 3. Qualifikationsrunde | Dinamo Zagreb               | 2:2 (6:5 i. E.) | 1:1 (H)       | 1:1 n. V. (A) |
| 2010/11   | UEFA Champions League         | Play-offs              | FC Basel                    | 0:4             | 0:1 (A)       | 0:3 (H)       |
| 2010/11   | UEFA Europa League            | Gruppenphase           | AZ Alkmaar                  | 2:3             | 1:2 (A)       | 1:1 (H)       |
| 2010/11   | UEFA Europa League            | Gruppenphase           | Dynamo Kiew                 | 2:0             | 2:0 (H)       | 0:0 (A)       |
| 2010/11   | UEFA Europa League            | Gruppenphase           | BATE Baryssau               | 1:4             | 0:1 (H)       | 1:3 (A)       |
| 2011/12   | UEFA Europa League            | 2. Qualifikationsrunde | FK Željezničar Sarajevo     | 0:1             | 0:1 (A)       | 0:0 (H)       |
| 2012/13   | UEFA Champions League         | 2. Qualifikationsrunde | FC Ulisses Jerewan          | 2:0             | 1:0 (A)       | 1:0 (H)       |
| 2012/13   | UEFA Champions League         | 3. Qualifikationsrunde | Dinamo Zagreb               | 0:5             | 0:1 (H)       | 0:4 (A)       |
| 2012/13   | UEFA Europa League            | Play-offs              | Olympique Marseille         | 1:2             | 1:2 (H)       | 0:0 (A)       |
| 2013/14   | UEFA Champions League         | 2. Qualifikationsrunde | FK Sutjeska Nikšić          | 6:1             | 1:1 (H)       | 5:0 (A)       |
| 2013/14   | UEFA Champions League         | 3. Qualifikationsrunde | Dinamo Zagreb               | 0:4             | 0:1 (A)       | 0:3 (H)       |
| 2013/14   | UEFA Europa League            | Play-offs              | FK Vojvodina                | 3:2             | 1:1 (A)       | 2:1 (H)       |
| 2013/14   | UEFA Europa League            | Gruppenphase           | Anschi Machatschkala        | 1:1             | 0:0 (H)       | 1:1 (A)       |
| 2013/14   | UEFA Europa League            | Gruppenphase           | Tromsø IL                   | 3:1             | 1:1 (A)       | 2:0 (H)       |
| 2013/14   | UEFA Europa League            | Gruppenphase           | Tottenham Hotspur           | 1:4             | 0:2 (H)       | 1:2 (A)       |
| 2014/15   | UEFA Champions League         | 2. Qualifikationsrunde | FK Sutjeska Nikšić          | 5:0             | 2:0 (H)       | 3:0 (A)       |
| 2014/15   | UEFA Champions League         | 3. Qualifikationsrunde | ŠK Slovan Bratislava        | 1:2             | 1:2 (A)       | 0:0 (H)       |
| 2014/15   | UEFA Europa League            | Play-offs              | HNK Rijeka                  | 0:4             | 0:1 (A)       | 0:3 (H)       |
| 2015/16   | UEFA Europa League            | 1. Qualifikationsrunde | Odds BK                     | 0:3             | 0:3 (H)       | 0:0 (A)       |
| 2016/17   | UEFA Champions League         | 2. Qualifikationsrunde | Hapoel Be'er Scheva         | 2:3             | 2:3 (A)       | 0:0 (H)       |
| 2017/18   | UEFA Champions League         | 2. Qualifikationsrunde | FK Kukësi                   | (a)2:2(a)       | 1:0 (H)       | 1:2 (A)       |
| 2017/18   | UEFA Champions League         | 3. Qualifikationsrunde | Qarabağ Ağdam               | 1:2             | 0:0 (A)       | 1:2 (H)       |
| 2017/18   | UEFA Europa League            | Play-offs              | Legia Warschau              | (a)1:1(a)       | 1:1 (H)       | 0:0 (A)       |
| 2017/18   | UEFA Europa League            | Gruppenphase           | FC Trinity Zlín             | 1:0             | 0:0 (A)       | 1:0 (H)       |
| 2017/18   | UEFA Europa League            | Gruppenphase           | Lokomotive Moskau           | 3:2             | 1:1 (H)       | 2:1 (A)       |
| 2017/18   | UEFA Europa League            | Gruppenphase           | FC Kopenhagen               | 0:2             | 0:0 (H)       | 0:2 (A)       |
| 2018/19   | UEFA Champions League         | 1. Qualifikationsrunde | Torpedo Kutaissi            | 4:2             | 1:2 (A)       | 3:0 (H)       |
| 2018/19   | UEFA Champions League         | 2. Qualifikationsrunde | KF Shkëndija                | 0:1             | 0:1 (A)       | 0:0 (H)       |
| 2018/19   | UEFA Europa League            | 3. Qualifikationsrunde | Valur Reykjavík             | (a)2:2(a)       | 1:0 (H)       | 1:2 (A)       |
| 2018/19   | UEFA Europa League            | Play-offs              | Qarabağ Ağdam               | 1:3             | 1:0 (H)       | 0:3 (A)       |
| 2019/20   | UEFA Champions League         | 1. Qualifikationsrunde | FC Iberia 1999 Tiflis       | 3:4             | 0:3 (H)       | 3:1 (A)       |
| 2019/20   | UEFA Europa League            | 2. Qualifikationsrunde | FK Partizani Tirana         | 2:1             | 1:0 (A)       | 1:1 (H)       |
| 2019/20   | UEFA Europa League            | 3. Qualifikationsrunde | AIK Solna                   | 2:3             | 1:2 (H)       | 1:1 (A)       |
| 2020/21   | UEFA Champions League         | 1. Qualifikationsrunde | CS Fola Esch                | 2:0             | 2:0 (H)       | 2:0 (H)       |
| 2020/21   | UEFA Champions League         | 2. Qualifikationsrunde | Qarabağ Ağdam               | 1:2             | 1:2 (A)       | 1:2 (A)       |
| 2020/21   | UEFA Europa League            | 3. Qualifikationsrunde | Dundalk FC                  | 1:1 (3:5 i. E.) | 1:1 n. V. (H) | 1:1 n. V. (H) |
| 2021/22   | UEFA Champions League         | 1. Qualifikationsrunde | KS Teuta Durrës             | 5:0             | 4:0 (A)       | 1:0 (H)       |
| 2021/22   | UEFA Champions League         | 2. Qualifikationsrunde | FC Alaschkert Martuni       | 4:1             | 1:0 (A)       | 3:1 (H)       |
| 2021/22   | UEFA Champions League         | 3. Qualifikationsrunde | FK Roter Stern Belgrad      | 2:1             | 1:1 (A)       | 1:0 (H)       |
| 2021/22   | UEFA Champions League         | Play-offs              | Dinamo Zagreb               | 3:0             | 3:0 (H)       | 0:0 (A)       |
| 2021/22   | UEFA Champions League         | Gruppenphase           | Schachtar Donezk            | 3:1             | 2:0 (H)       | 1:1 (A)       |
| 2021/22   | UEFA Champions League         | Gruppenphase           | Real Madrid                 | 2:4             | 2:1 (A)       | 0:3 (H)       |
| 2021/22   | UEFA Champions League         | Gruppenphase           | Inter Mailand               | 2:6             | 1:3 (A)       | 1:3 (H)       |
| 2021/22   | UEFA Europa League            | Zwischenrunde          | Sporting Braga              | 2:2 (3:2 i. E.) | 2:0 (H)       | 0:2 n. V. (A) |
| 2022/23   | UEFA Champions League         | 1. Qualifikationsrunde | HŠK Zrinjski Mostar         | 1:0             | 0:0 (A)       | 1:0 (H)       |
| 2022/23   | UEFA Champions League         | 2. Qualifikationsrunde | NK Maribor                  | 1:0             | 0:0 (A)       | 1:0 (H)       |
| 2022/23   | UEFA Champions League         | 3. Qualifikationsrunde | Viktoria Pilsen             | 2:4             | 1:2 (H)       | 1:2 (A)       |
| 2022/23   | UEFA Europa League            | Play-offs              | FC Pjunik Jerewan           | 0:0 (3:2 i. E.) | 0:0 (A)       | 0:0 n. V. (H) |
| 2022/23   | UEFA Europa League            | Gruppenphase           | Omonia Nikosia              | 4:0             | 3:0 (A)       | 1:0 (H)       |
| 2022/23   | UEFA Europa League            | Gruppenphase           | Manchester United           | 0:5             | 0:2 (H)       | 0:3 (A)       |
| 2022/23   | UEFA Europa League            | Gruppenphase           | Real Sociedad San Sebastián | 0:5             | 0:2 (H)       | 0:3 (A)       |
| 2022/23   | UEFA Europa Conference League | Zwischenrunde          | FK Partizan Belgrad         | 3:2             | 0:1 (H)       | 3:1 (A)       |
| 2022/23   | UEFA Europa Conference League | Achtelfinale           | OGC Nizza                   | 1:4             | 0:1 (H)       | 1:3 (A)       |
| 2023/24   | UEFA Champions League         | 1. Qualifikationsrunde | Farul Constanța             | 3:1             | 0:1 (A)       | 3:0 (H)       |
| 2023/24   | UEFA Champions League         | 2. Qualifikationsrunde | Maccabi Haifa               | 2:4             | 1:0 (H)       | 1:4 n. V. (A) |
| 2023/24   | UEFA Europa League            | 3. Qualifikationsrunde | BATE Baryssau               | 7:3             | 5:1 (H)       | 2:2 (A)       |
| 2023/24   | UEFA Europa League            | Play-offs              | KÍ Klaksvík                 | 3:2             | 1:1 (A)       | 2:1 (H)       |
| 2023/24   | UEFA Europa League            | Gruppenphase           | AS Rom                      | 1:5             | 1:2 (H)       | 0:3 (A)       |
| 2023/24   | UEFA Europa League            | Gruppenphase           | Slavia Prag                 | 2:9             | 0:6 (A)       | 2:3 (H)       |
| 2023/24   | UEFA Europa League            | Gruppenphase           | Servette FC                 | 2:3             | 1:1 (H)       | 1:2 (A)       |
| 2024/25   | UEFA Europa League            | 1. Qualifikationsrunde | Zirə FK                     | 2:2 (5:4 i. E.) | 0:1 (H)       | 2:1 n. V. (A) |
| 2024/25   | UEFA Europa League            | 2. Qualifikationsrunde | IF Elfsborg                 | 0:3             | 0:1 (H)       | 0:2 (A)       |
| 2024/25   | UEFA Conference League        | 3. Qualifikationsrunde | NK Olimpija Ljubljana       | 0:4             | 0:3 (A)       | 0:1 (H)       |
| 2025/26   | UEFA Europa League            | 1. Qualifikationsrunde | FC Prishtina                | 5:2             | 4:0 (H)       | 1:2 (A)       |
| 2025/26   | UEFA Europa League            | 2. Qualifikationsrunde | FC Utrecht                  | 2:7             | 1:3 (H)       | 1:4 (A)       |
| 2025/26   | UEFA Conference League        | 3. Qualifikationsrunde | RSC Anderlecht              | 1:4             | 0:3 (A)       | 1:1 (H)       |

Legende: (H) – Heimspiel, (A) – Auswärtsspiel, (N) – neutraler Platz, (a) – Auswärtstorregel, (i. E.) – im Elfmeterschießen, (n. V.) – nach Verlängerung

## Kader Saison 2024/25
| Nr. |                    | Position | Name                 |
| --- | ------------------ | -------- | -------------------- |
| 1   | Moldau Republik    | TW       | Victor Straistari    |
| 3   | Ghana              | AB       | Nana Kwame Boakye    |
| 4   | Vereinigte Staaten | AB       | Natus Jamel Swen     |
| 6   | Brasilien          | AB       | Raí                  |
| 7   | Burkina Faso       | ST       | Abou Ouattara        |
| 8   | Kap Verde          | MF       | João Paulo           |
| 9   | Montenegro         | ST       | Aleksa Marušić       |
| 10  | Armenien           | ST       | Artur Serobyan       |
| 11  | Burkina Faso       | ST       | Cyrill Bayala        |
| 12  | Nigeria            | ST       | Elijah Olaniyi Odede |
| 16  | Malta              | TW       | Rashed Al-Tumi       |
| 18  | Mali               | MF       | Moussa Kyabou        |
| 20  | Elfenbeinküste     | MF       | Armel Zohouri        |
| 24  | Moldau Republik    | ST       | Danila Forov         |

| Nr. |                 | Position | Name                   |
| --- | --------------- | -------- | ---------------------- |
| 26  | Moldau Republik | AB       | Artiom Dijinari        |
| 27  | Moldau Republik | ST       | Veaceslav Cozma        |
| 28  | Slowenien       | TW       | Emil Velić             |
| 31  | Moldau Republik | ST       | Dan-Angelo Botan       |
| 33  | Brasilien       | AB       | Matheus Lins           |
| 42  | Elfenbeinküste  | MF       | Loukou Jaures-Ulrich   |
| 44  | Albanien        | AB       | Alesio Mija            |
| 47  | Nigeria         | MF       | Gideon Uche Goodlad    |
| 50  | Elfenbeinküste  | AB       | Jocelin Behiratche     |
| 61  | Nigeria         | ST       | Rasheed Akanbi         |
| 70  | Brasilien       | ST       | Luis Phelipe           |
| 71  | Georgien        | MF       | Vladimer Mamuchashvili |
| 90  | Mauretanien     | ST       | Papa Ndiaga Yade       |
|     | Kolumbien       | MF       | Johan Rodallega        |

Stand: 6. März 2025

## Bekannte ehemalige Spieler
| Moldau / Transnistrien - Andrei Corneencov - Serghei Dadu - Alexandru Epureanu - Serghei Rogaciov - Alexandru Suvorov GUS und ehemalige Sowjetunion - Artjom Chatschaturow - Aras Özbiliz - Dawit Mudschiri - Wascha Tarchnischwili - Alexander Jerochin - Serhij Perchun | Europa - Rifet Kapić - Zoran Kvržić - Mateo Sušić - Ognjen Vranješ - Ismail Isa - Boschidar Mitrew - Wladislaw Stojanow - Sebastian Dahlström - Giorgos Athanasiadis - Ante Kulušić - Mateo Mužek - Vjekoslav Tomić - Gerson Rodrigues - Sébastien Thill - Stefan Mugoša - Fred Benson - Dabney dos Santos - Zlatko Tripić - Jarosław Jach - Krzysztof Król - Miloš Adamović - Vujadin Savić - Vladimir Volkov - Miral Samardžić - Melli - Aitor Monroy - Răzvan Cociș - George Florescu - Andrei Mureșan - Ciprian Tănasă | Afrika - Razak Omotoyossi - Benjamin Balima - Ibrahim Gnanou - Florent Rouamba - Soumaïla Tassembédo - Seidu Yahaya - Samuel Yeboah - Chidi Odiah - Isaac Okoronkwo - Ousmane N’Diaye - Khalifa Jabbie - Alhaji Kamara Amerika - Ernandes - Luvannor - Ricardinho - Roberto Brown Australien und Ozeanien - Antony Golec |

## Trainer
- Die Fassade des Sheriff-StadionsAhmad Alaskarov (1997–1998)
- Sergei Borovski (1998–1999)
- Ivan Daniliants (1999–2000)
- Oleksandr Holokolosov (2001–2002)
- Mihai Stoichiță (2002)

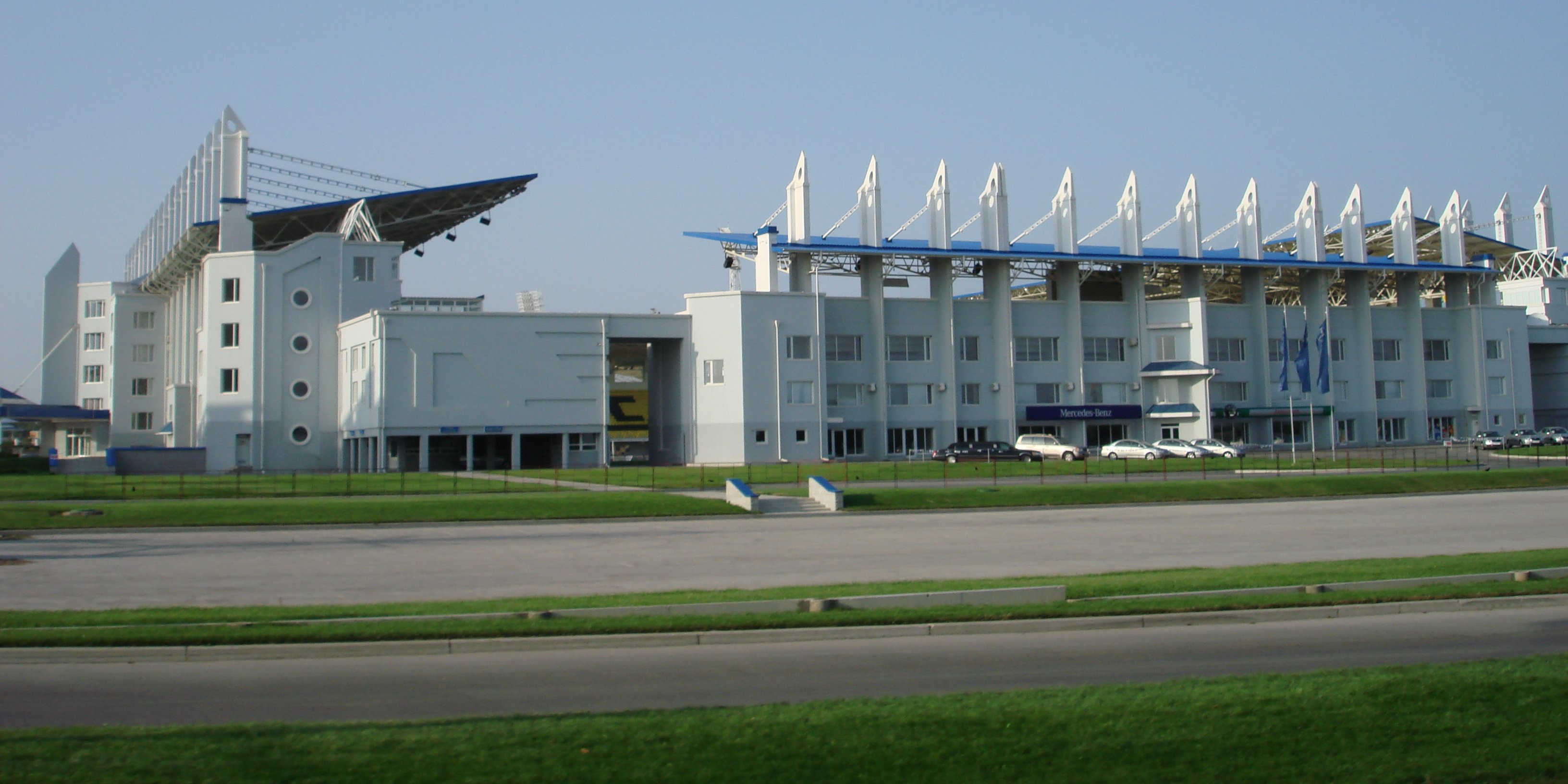
Die Fassade des Sheriff-Stadions

- Gavril Balint (2002–2003)
- Ihor Nakonechny (2003–2004)
- Leonid Kuchuk (2004–2009)
- Andrei Sosnitskiy (2010–2011)
- Vitali Rashkevich (2011–2012)
- Milan Milanović (2012)
- Mihai Stoichiță (2012–2013)
- Juan Ferrando (2013)
- Veaceslav Rusnac (2013–2014)
- Zoran Zekić (2014–2015)
- Lilian Popescu (2015)
- Zoran Vulić (2015–2016)
- Mladen Pralija (2015–2016), Co-Trainer
- Bruno Irles (2016)
- Roberto Bordin (2016–2018)
- Goran Sablić (2018–2019)
- Zoran Zekić (2019–2020)
- Victor Mikhailov (2020)
- Yuriy Vernydub (2020–2022)
- Victor Mihailov (2022)
- Stjepan Tomas (2022)
- Victor Mihailov (2022–2023)
- Roberto Bordin (2023)
- Roman Pilipchuk (seit 11. Oktober 2023)